# Peer Schmidt
Peer Schmidt (Erfurt, 11 maart 1926 - Berlijn, 8 mei 2010) was een Duitse (stem)acteur.

## Carrière
Schmidts vader was kunstschilder. Hij groeide op in zijn geboortestad Erfurt en later in Berlijn nam hij toneelonderricht. Vanwege het aantreden van zijn dienstplicht tijdens de Tweede Wereldoorlog moest hij noodgedwongen deze opleiding afbreken. Na 1945 speelde hij op verschillende podiums in Duitsland, waaronder Frankfurt am Main, München en Düsseldorf bij Gustaf Gründgens, maar ook in het Zwitserse Zürich. In 1953 speelde hij in de film Liebeskrieg nach Noten naast Johannes Heesters. Het waren meestal bijrollen, waarmee hij bij het grote publiek bekend werd. Zijn vertolkingen betroffen meestal goedmoedige, eerlijke, iets naïeve, deels dromerige en onhandige mannen en avonturiers. Zo speelde hij in de film Bekenntnisse des Hochstaplers Felix Krull na Thomas Mann de nietsnut Marquis de Venosta, wiens identiteit werd aangenomen door Krull. Een verder noemenswaardig optreden had hij in de internationale productie Monte Carlo Rallye (1969) naast Gert Fröbe en Tony Curtis.
Vanaf de jaren 1960 was hij ook intensief als stemacteur bezig. Zijn onmiskenbare stem leende hij aan Gérard Philipe (La Chartreuse de Parme), Marlon Brando (A Streetcar Named Desire), Rod Taylor (The Time Machine) en tussen 1959 en 1975 aan Jean-Paul Belmondo (À bout de souffle en Cartouche). Evenwijdig daaraan speelde hij incidenteel ook in tv-producties. Zo speelde hij de hoofdrollen in Der kleine Doktor (1974) van Georges Simenon en in Café Wernicke (1978). De artistieke omgeving waarin hij zich thuis voelde, zou altijd het theater blijven. Zijn thuispodia waren de Berlijnse Boulevardbühnen Theater en de Komödie am Kurfürstendamm.

## Privéleven en overlijden
Van 1966 tot aan zijn dood was hij getrouwd met de actrice Helga Schlack. Hij woonde met zijn vrouw afwisselend in Berlijn en op het Noordzee-eiland Amrum. Hij overleed op 8 mei 2010 op 84-jarige leeftijd in een Berlijns ziekenhuis.

## Filmografie
- 1953: Liebeskrieg nach Noten
- 1953: Arlette erobert Paris
- 1953: Muß man sich gleich scheiden lassen?
- 1953: Ich und Du
- 1953: Alles für Papa
- 1954: Glückliche Reise
- 1954: Ein Haus voll Liebe
- 1954: Der treue Husar
- 1954: Der Zigeunerbaron
- 1955: Der Himmel ist nie ausverkauft
- 1955: Wunschkonzert
- 1955: Ein Herz bleibt allein
- 1955: Der doppelte Ehemann
- 1955: Alibi
- 1956: Die Rosel vom Schwarzwald
- 1956: Die wilde Auguste
- 1956: Uns gefällt die Welt
- 1956: Kitty und die große Welt
- 1956: Santa Lucia
- 1957: Das Herz von St. Pauli

- 1957: Der Stern von Afrika
- 1957: Bekenntnisse des Hochstaplers Felix Krull
- 1957: Lemkes sel. Witwe
- 1957: Die Winzerin von Langenlois (Und so was will erwachsen sein)
- 1957: Wie schön, daß es dich gibt
- 1957: Junger Mann, der alles kann
- 1957: Familie Schimek
- 1957: Wenn Frauen schwindeln
- 1958: Whisky, Wodka, Wienerin
- 1959: Bezaubernde Arabella
- 1959: Sehnsucht hat mich verführt
- 1959: Die Nacht vor der Premiere
- 1960: Bumerang
- 1960: Wenn die Heide blüht
- 1960: Schlagerraketen – Festival der Herzen
- 1960: Ich schwöre und gelobe
- 1960: Auf Engel schießt man nicht
- 1961: Bankraub in der Rue Latour
- 1961: Frau Irene Besser
- 1961: Die Hazy Osterwald-Story

- 1962: Golden Boy
- 1962: Sein bester Freund
- 1962: Der Zigeunerbaron
- 1962: So toll wie anno dazumal
- 1962: Genosse Münchhausen
- 1964: Das Ungeheuer von London-City
- 1966: Im Nest der gelben Viper – Das FBI schlägt zu
- 1968: Von Mäusen und Menschen
- 1969: Monte Carlo Rallye
- 1970: Tage der Rache
- 1971: Hurra, wir sind mal wieder Junggesellen!
- 1971: Der Kommissar (tv-serie) – Die Anhalterin
- 1972: Hofball bei Zille
- 1974: Der kleine Doktor (serie)
- 1977: Sanfter Schrecken
- 1978: Café Wernicke (tv-serie)
- 1981: Das waren noch Zeiten
- 1985: Schwarzer Lohn und weiße Weste
- 1987: Love Jogging

- Gemeinsame Normdatei: 128861029
- International Standard Name Identifier: 0000 0001 1479 601X
- Library of Congress Control Number: no2010022995
- MusicBrainz: 36b58c04-2e8a-4e55-b766-97acee235c75
- Virtual International Authority File: 107413306
- WorldCat: E39PBJdWRQ7C8Rhmcmwxj9xVYP